# Communauté de communes des Portes de Champagne
Die Communauté de communes des Portes de Champagne war ein französischer Gemeindeverband mit der Rechtsform einer Communauté de communes im Département Marne in der Region Grand Est. Sie wurde am 7. Dezember 1994 gegründet und umfasste 19 Gemeinden. Der Verwaltungssitz befand sich im Ort Esternay.

## Historische Entwicklung
Am 1. Januar 2017 wurde der Gemeindeverband mit den Communautés de communes Coteaux Sézannais und Pays d’Anglure zur neuen Communauté de communes de Sézanne-Sud Ouest Marnais zusammengeschlossen.

## Ehemalige Mitgliedsgemeinden
1. Bethon
2. Bouchy-Saint-Genest
3. Champguyon
4. Chantemerle
5. Châtillon-sur-Morin
6. Courgivaux
7. Escardes
8. Les Essarts-le-Vicomte
9. Les Essarts-lès-Sézanne
10. Esternay
11. La Forestière
12. Joiselle
13. Montgenost
14. Nesle-la-Reposte
15. Neuvy
16. La Noue
17. Réveillon
18. Saint-Bon
19. Villeneuve-la-Lionne